# Logisk operator
|  | Sammenskrivningsforslag Artiklerne logisk konnektiv, Logisk operator er foreslået sammenskrevet. (Siden 2023) Diskutér forslaget |

En logisk operator er en afbildning, en vigtig del af de formelle sprog der kaldes formel logik (og ofte andre formelle sprog). Operatorerne modificerer en eller forbinder to velformulerede sætninger (som en sætning på et formelt sprog hedder), og skaber derved en ny velformuleret sætning. En sådan sætning i normale (ikke-modale) formel logik er enten sande eller falske, hvorfor man siger at en logisk operators operander (mulige værdier) er sandhedsværdier.
En velformuleret sætning "P" kan være en sand eller falsk (den kunne betyde "katten er på måtten", hvilket tydeligvis enten er rigtigt eller forkert). IKKE-operationen "{\displaystyle \neg } P" ville så betyde "katten er ikke på måtten", da IKKE-operatorens funktion er at give den modsatte sandhedsværdi. Hvis en sætning udtrykt ved "P" er sand, så er sætningen "{\displaystyle \neg } P" falsk; og hvis "P" er falsk, så er "{\displaystyle \neg } P" sand.
En sætnings sandhedsværdi er sandhedsværdien for dens "højeste" operator; sætningen "A {\displaystyle \to \!\ } (B {\displaystyle \wedge } C)" ("hvis A er sand medfører det nødvendigvis at både B og C er sande") er sand eller falsk baseret på om "{\displaystyle \to \!\ }" operatoren er det. Lader vi IKKE-operatoren virke på sætningen er det altså dette "medfører nødvendigvis" der påvirkes; "{\displaystyle \neg }(A {\displaystyle \to \!\ } (B {\displaystyle \wedge } C))".
Logiske operatorer i almindelig prædikat-logik:
- Operation IKKE (negation); operator {\displaystyle \neg }

Er sand når dens operand er falsk og vice versa.
- Operation OG (konjunktion); operator {\displaystyle \wedge }

Er sand når de to operander den står imellem er sande, ellers falsk.
- Operation ELLER (disjunktion); operator {\displaystyle \vee }

Er sand når en eller begge de operander den står imellem er sande, ellers falsk.
- Operation MEDFØRER (materiel konditional; implikation); operator {\displaystyle \to \!\ }

Er sand i alle tilfælde, undtagen hvis den venstre af to operatorer er sand og den højre ikke er det.
- Operation MEDFØRER HINANDEN (bikonditional; biimplikation); operator "↔"

Er sand når de to operander den står imellem har samme værdi (begge er sande eller falske).
Eller sat på et skema (P og Q er operanderne, S og F er henholdsvis Sand og Falsk):
| P | Q | ¬P | P ∧ Q | P ∨ Q | P → Q | P ↔ Q |
| - | - | -- | ----- | ----- | ----- | ----- |
| S | S | F  | S     | S     | S     | S     |
| S | F | F  | F     | S     | F     | F     |
| F | S | S  | F     | S     | S     | F     |
| F | F | S  | F     | F     | S     | S     |

## Programmering
Logiske operatorer bruges i vidt omfang inden for programmering til computere. Der findes normalt følgende logiske operatorer i programmering. I parentes er anført hvordan operatoren normalt ser ud, hvilket dog naturligvis varierer fra sprog til sprog:
- Lig med (= eller ==)
- Ikke lig med (!= eller <>)
- Større end (>)
- Mindre end (<)
- Større end eller lig med (>=)
- Mindre end eller lig med (<=)